# 2251 Tikhov
2251 Tikhov este un asteroid din centura principală, descoperit pe 19 septembrie 1971 de Nikolai Cernîh.